# 오케스트레이션 (컴퓨팅)
시스템 관리에서 오케스트레이션(orchestration)은 컴퓨터 시스템과 소프트웨어의 자동화된 구성, 조율, 관리이다.
서버 구성과 관리 자동화를 위한 수많은 도구가 존재하며 여기에는 Ansible, Puppet, Salt, 테라폼, AWS CloudFormation이 포함된다.

## 이용
오케스트레이션은 서비스 지향 아키텍처(SOA), 가상화, 프로비저닝, 집중 인프라스트럭처, 동적 데이터센터 주제의 문맥에서 종종 논의된다. 이 의미에서 오케스트레이션은 애플리케이션, 데이터, 인프라스트럭처의 비즈니스 요청을 조정하는 것을 의미한다.
클라우드 컴퓨팅 문맥에서 워크플로 자동화와 오케스트레이션 간의 주된 차이점이 있는데 워크플로우는 자동화 목적을 위해 하나의 도메인 안에서 프로세스로서 처리되고 완성되는 반면 오케스트레이션에는 워크플로가 포함되며 더 큰 목표와 목적을 위한 지시된 동작을 제공한다.

## 같이 보기
- 쿠버네티스
- 구성 관리
- 코드형 인프라스트럭처
- 프로비저닝